# Honshu
Honshu (本州; Honshū, pronunciado /hoꜜɰ̃ɕɯː/ (escucharⓘ), «isla principal» o «provincia principal») es la isla principal del archipiélago japonés, en otro tiempo llamada Hondo. Es la isla más grande y poblada de Japón. La costa occidental de la isla está bañada por el mar del Japón, en el sur el mar de Filipinas y al este directamente por el propio océano Pacífico. Limita, al norte, con la isla de Hokkaidō, de la que la separa el estrecho de Tsugaru; al sur, con la isla de Shikoku, separada por el mar Interior de Seto; y, al suroeste, con la isla de Kyūshū, separada por el estrecho de Kanmon.
La isla mide unos 1300 km de largo y entre 50 y 230 km de ancho, y su área total es de 227 942 km², alrededor del 60 % del área total de Japón. Por su superficie, es la séptima isla más grande del mundo después de la isla indonesia de Sumatra. Tiene 5450 km de costa y es especialmente una isla montañosa y volcánica; en ella se producen numerosos terremotos, como el gran terremoto de Kantō de septiembre de 1923 y el terremoto y maremoto en marzo de 2011. El pico más alto es el monte Fuji, con 3776 m. Hay muchos ríos, como el Shinano, el más largo de Japón y el río Tone, el que posee una mayor cuenca de Japón. El clima es muy variable, con un norte frío y un sur subtropical.
La población de Honshu es de 103 000 000 habitantes (2005) y está concentrada en las llanuras existentes, especialmente en la llanura de Kanto, donde reside el 25 % de la población en el Área del Gran Tokio. Por su población total, la isla de Honshu es la segunda isla más poblada en el planeta, por detrás de la isla de Java (Indonesia) y por delante de Gran Bretaña (Reino Unido). Siendo el centro histórico de la cultura japonesa y poder político, en la isla se encuentran antiguas capitales de Japón como Kioto, Nara, y Kamakura. Una gran parte de la costa sur forma parte de la megalópolis japonesa que se extiende sobre varias de las islas del archipiélago.
La mayoría de la industria de Japón se ubica en la costa sureña de Honshu, de Tokio a Kioto, Osaka, Nagoya, Kōbe e Hiroshima. En comparación, la economía por el mar de Japón al noroeste se basa en gran medida en la pesca y la agricultura. La isla se enlaza con las tres otras principales de Japón por medio de grandes puentes y túneles. El clima es húmedo y templado.
La isla se divide en cinco regiones y 34 prefecturas, entre las que destaca el Tokio metropolitano.
Las regiones y prefecturas son:
- Chubu (centro) - Aichi, Fukui, Gifu, Ishikawa, Nagano, Niigata, Toyama, Shizuoka y Yamanashi.
- Chugoku (sur) - Hiroshima, Okayama, Shimane, Tottori y Yamaguchi.
- Kanto (este) - Chiba, Gunma, Ibaraki, Kanagawa, Saitama, Tochigi y Tokio.
- Kansai (Kinki) (sur, aunque al norte de Chugoku) - Hiogo, Kioto, Mie, Nara, Osaka, Shiga y Wakayama.
- Tohoku (norte) - Akita, Aomori, Fukushima, Iwate, Miyagi y Yamagata.

Honshu está unida a las demás islas principales de Japón por túneles o puentes

## Geografía
La isla tiene aproximadamente 1300 km (807,8 mi) de largo y oscila entre 50 y 230 km (31,1 y 142,9 mi) de ancho, y su superficie total es de 227,96 km² (88,0 mi²), lo que la hace ligeramente mayor que la isla de Gran Bretaña. 209,331 km² (80,8 mi²). Su superficie terrestre ha ido aumentando con la recuperación de tierras y el levantamiento costero en el norte debido a la tectónica de placas con un límite convergente. Honshu tiene 10 084 kilómetros (6266 mi) de costa.
Montañosa y volcánica, Honshu experimenta frecuentes terremotos (el Gran terremoto de Kantō dañó gravemente Tokio en septiembre de 1923, y el terremoto de marzo de 2011 desplazó la parte noreste de la isla en cantidades variables de hasta 5,3 m (17,4 pies) al tiempo que provocaba tsunamis devastadores). El pico más alto es el volcán activo monte Fuji, con 3776 m (12 388 pies), que convierte a Honshu en la 7.ª isla más alta del mundo. Hay muchos ríos, entre ellos el río Shinano, el más largo de Japón. Los Alpes japoneses se extienden a lo ancho de Honshu, desde la costa del Mar de Japón hasta la del Pacífico. El clima es generalmente subtropical húmedo en el oeste de Japón y continental húmedo en el norte.

## Terremoto 2011
Fue un terremoto de magnitud Mw = 9,1,(que creó olas de maremoto de hasta 40,5 m) que ocurrió a las 14:46:23, hora local (UTC+9), del viernes, 11 de marzo de 2011. El epicentro del terremoto se ubicó en el mar, frente a la costa de Honshu, 130 km al este de Sendai, en la prefectura de Miyagi, Japón, a una profundidad de 29.9 km.
El terremoto duró aproximadamente seis minutos, según los sismólogos. El USGS explicó que el terremoto ocurrió a causa de un desplazamiento en proximidades de la zona de la interfase entre placas de subducción entre la placa del Pacífico y la placa Norteamericana. En la latitud en que ocurrió este terremoto, la placa del Pacífico se desplaza en sentido oeste con respecto a la placa Norteamericana a una velocidad de 83 mm/año. La placa del Pacífico se introduce debajo de Japón en la fosa de Japón, y se hunde en sentido oeste debajo de Asia.
Fue el terremoto más potente sufrido en Japón hasta la fecha, así como el cuarto más potente del mundo, de los últimos quinientos años, medidos o calculados con técnicas modernas.
Como consecuencia de dicho terremoto, se produjo un desplazamiento de la isla de aproximadamente 2,4 metros.

## Economía
La isla de Honshu genera alrededor de 4 billones de dólares o 4/5 del PIB de Japón.

### Agricultura
Las frutas, las verduras, los cereales, el arroz y el algodón son los principales productos que se cultivan en Honshu. La región de Tohoku, que abarca la parte nororiental de la isla, destaca por su producción de arroz, ya que el 65% de las tierras cultivadas son arrozales, casi una cuarta parte de todos los arrozales de Japón. La prefectura de Chiba es famosa por sus cacahuetes, siendo también la mayor productora de Japón. Solamente en Honshu se encuentran especies raras del género de líquenes Menegazzia.

### Industria
La mayor parte del té y la seda de Japón proceden de Honshu. Las tres mayores regiones industriales de Japón se encuentran en Honshu: la región de Keihin, la región industrial de Hanshin y la zona industrial de Chūkyō.

### Minerales y combustibles fósiles
Honshu alberga una gran parte  de las escasas reservas de minerales de Japón junto con pequeños depósitos de petróleo y carbón. En la parte norte de la isla se encuentran también varios yacimientos de carbón, concentrados en la prefectura de Fukushima y en la de Niigata, aunque la producción de carbón de Honshu es insignificante en comparación con la de Hokkaido y Kyushu. La mayor parte de las reservas de petróleo de Japón se encuentran también en el norte de Honshu, a lo largo de la costa oeste, abarcando las prefecturas de Niigata, Yamagata y Akita.
En cuanto a los recursos minerales, Honshu alberga la mayor parte del cobre, el plomo, el zinc y la cromita de Japón. También se encuentran dispersos por la isla yacimientos más pequeños de oro, plata, arsénico, azufre y pirita.

## Transporte
El Tokaido Shinkansen, inaugurado en 1964 entre Tokio y Shin-Ōsaka, es la primera línea ferroviaria de alta velocidad de Japón. Es la línea ferroviaria de alta velocidad más antigua del mundo y una de las más utilizadas. El Sanyō Shinkansen, conecta las dos ciudades más grandes del oeste de Japón, Shin-Osaka en Osaka con Estación de Hakata en Fukuoka. Tanto el Tokaido Shinkansen como el Sanyo Shinkansen contribuyen a formar un ferrocarril de alta velocidad continuo a través de la megalópolis Taiheiyō Belt.

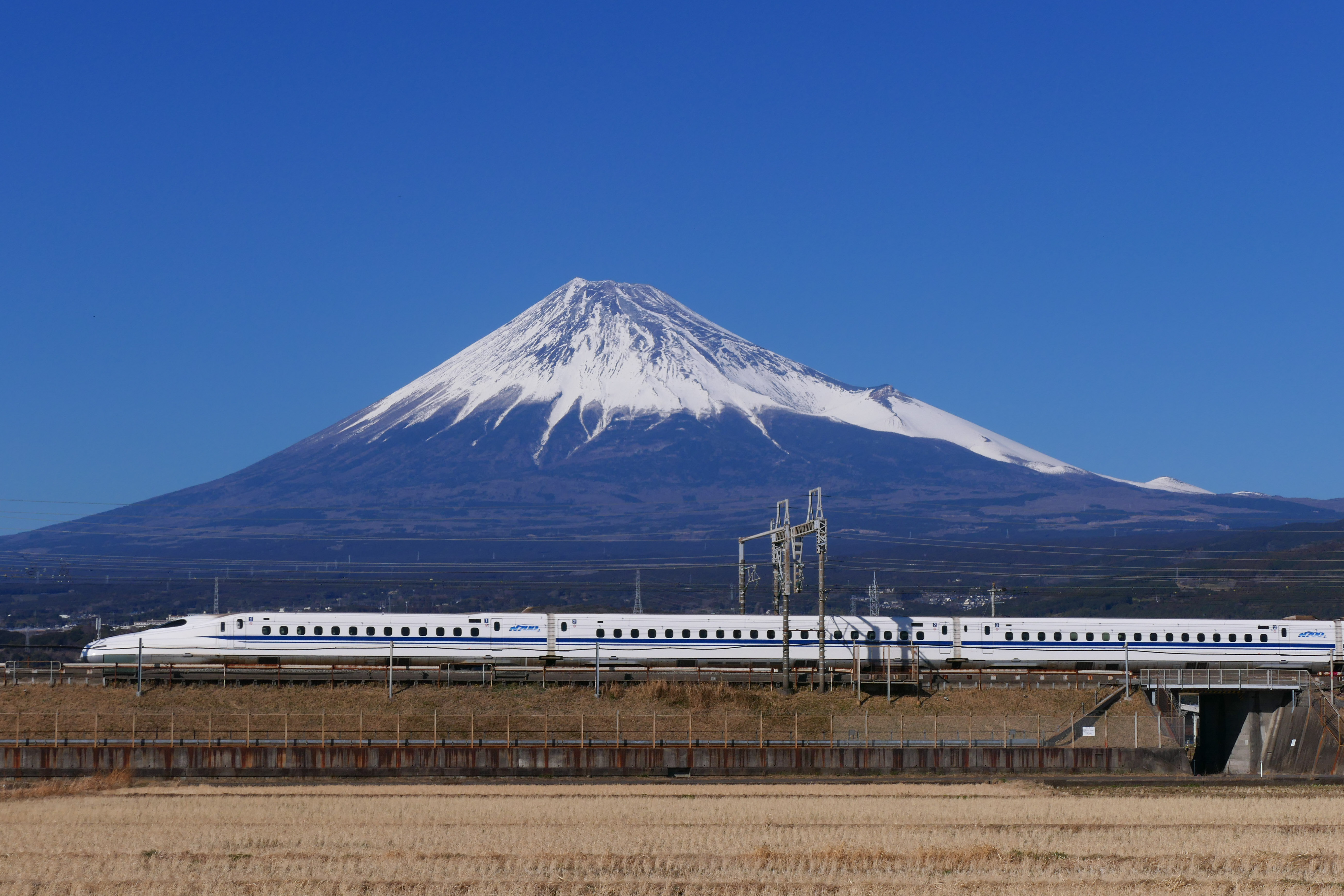
El monte Fuji y el Tokaido Shinkansen